# آشلي هاميلتون (كرة سلة)
آشلي هاميلتون (بالإنجليزية: Ashley Hamilton)‏ مواليد 28 سبتمبر 1988 في لندن، هو لاعب كرة سلة بريطاني. بدأ مسيرته الاحترافية في سنة 2006. يبلغ طوله 6 قدم 7 بوصة (2.0 م).

## المسيرة الاحترافية
لعب مع سي بي غران كناريا في الدوري الإسباني في موسم 2006–2007، ثم لعب مع فيكتوريا يبرتاس بيزارو في الدوري الإيطالي في سنة 2013، ثم لعب مع فيولا ريدجو كالابريا في موسم 2013–2014، ثم لعب مع الحكمة اللبناني في سنة 2015.

## روابط خارجية
- آشلي هاميلتون على موقع الاتحاد الدولي لكرة السلة (الإنجليزية)
- آشلي هاميلتون على موقع كرة السلة الأوروبية.كوم (الإنجليزية)
- آشلي هاميلتون على موقع DraftExpress.com (الإنجليزية)
- آشلي هاميلتون على موقع كلية كرة السلة في سبورتس رفرنس.كوم (الإنجليزية)
- آشلي هاميلتون على موقع ريلجم (الإنجليزية)
- آشلي هاميلتون على موقع بروبوليرز (الإنجليزية)
- آشلي هاميلتون على موقع سبورتس رفرنس (الإنجليزية)